# Само

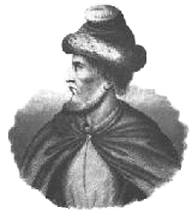
Само. Изображение, созданное художником Б. Езовником

Са́мо (ум. в 658) — первый известный по имени славянский князь, основатель государства Само.

## Биография
Согласно хронике Фредегара, Само был франкским торговцем из Сенонской области. Он возглавил восстание славян (венедов) против Аварского каганата, был избран королём (военным вождем) и, в итоге, выиграл войну. В хронике Фредегара это событие относится к 623 году.

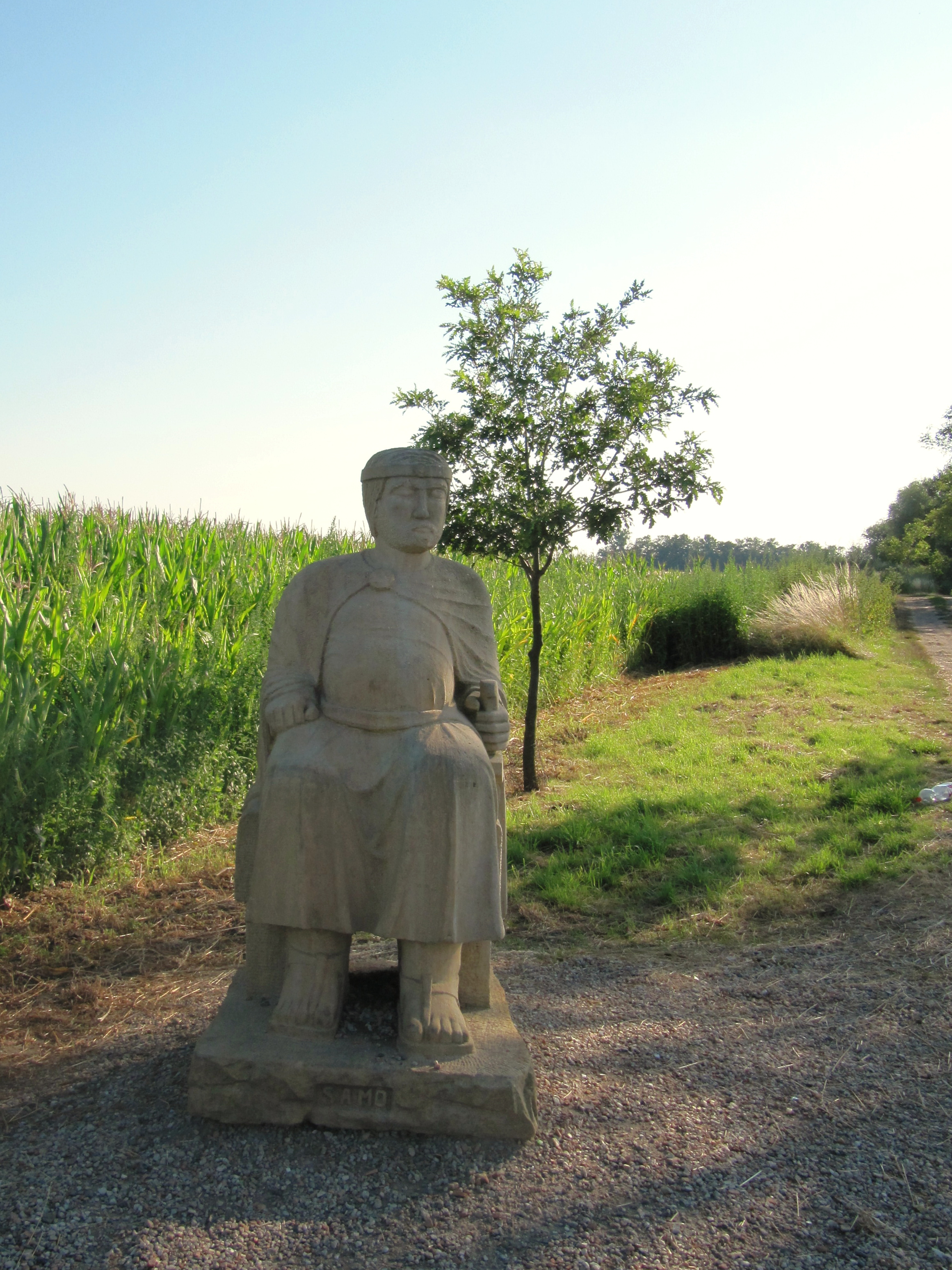
Памятник Само в Дубняны, Чехия

Гипотезу о франкском происхождении Само поддерживают не все источники. Так поздняя традиция, записанная в созданном около 870 года в Баварии тексте «Обращение баваров и хорутан» (лат. «Conversio Bagoariorum et Carantanorum»), называет Само славянином:

«Во времена славного короля франков Дагоберта славянин некий, именем Само, проживавший у хорутан, был вождём этого племени»— Conversio Bagoariorum et Carantanorum («Обращение баваров и хорутан»).
Современный финский филолог Й. Миккола выдвинул предположение, что торговец Само был галло-римлянином.
Анри Пиренн, отталкиваясь от текста Фредегара, резюмировал: «Само пришел в страну вендов (древнейшее наименование славянских племен, скорее всего их западной ветви) с отрядами авантюристов-работорговцев», и далее высказывал предположение о том, что в 623—624 годах и сам этот князь «наверняка занимался работорговлей».
В 631 году на территории государства Само было убито несколько франкских купцов. В ответ франкский король Дагоберт I выслал карательную экспедицию. Однако в продолжавшейся три дня битве под Вогастисбургом Само разбил франкскую армию. После этого славяне вторглись в Тюрингию и некоторые другие земли, контролируемые франками. Кроме того, к Само присоединился сорбский князь Дерван. Только в 636 году герцог Тюрингии Радульф смог разбить славян, заставив их бежать. Однако после смерти Дагоберта I Радульф сам восстал против франков, разбив в 641 году сына Дагоберта, короля Австразии Сигиберта III. Он стал считать себя королём Тюрингии и заключил договор о союзе с Само.
После смерти Само в 658 году государство, созданное им, распалось под напором аваров.

## Примечания

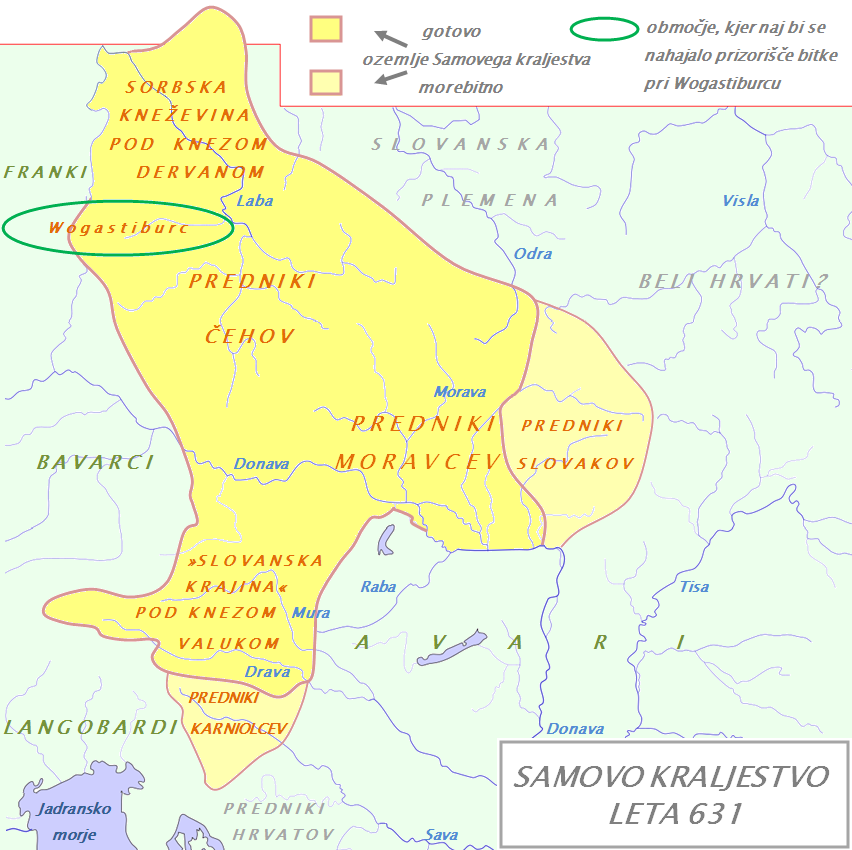
Государство Само